# Carretera Federal 261

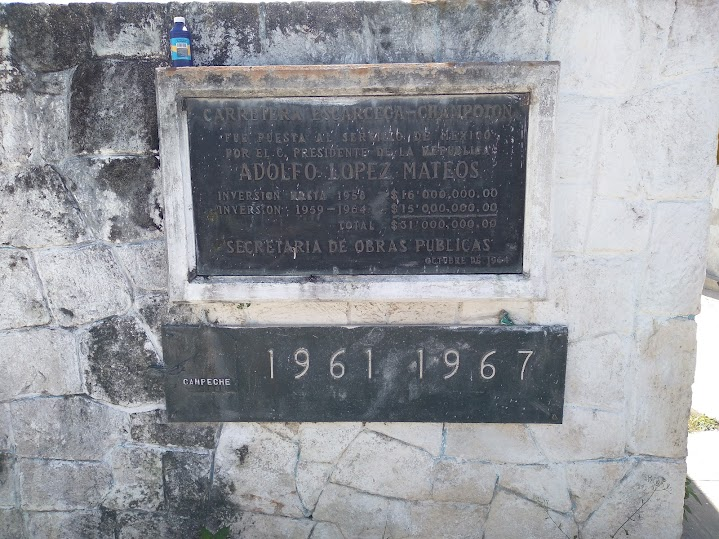
PLACA CARRETERA CAMPECHE-ESCARCEGA

La Carretera Federal 261 es una carretera federal de México.  Su construcción inicio en el año de 1958 y fue inaugurada en octubre de 1964 , Comunica a la ciudad de Escárcega con la Ciudad de Champotón, San Francisco de Campeche, Tenabo, Hopelchén, Mérida, Progreso (Yucatán). 
Fue puesta al servicio de México durante el gobierno de Adolfo López Mateos en el año de 1964 y tuvo un costo de $ 31,000,000.00. Esta carretera ayudó a que el recorrido desde Escárcega hacia Campeche se redujera significativamente. Se ha modernizado hasta hacerla una autopista de 8 carriles el tramo que va de Mérida a Progreso.

## Tramos
Tramo 1: Escárcega a Champotón.
Tramo 2: San Francisco de Campeche a Hopelchén.
Tramo 3: Crucero de Chencollí a Tenabo.
Tramo 4: Hopelchén a Mérida.
Tramo 5: Mérida a Progreso de Castro.